# Harmony in Ultraviolet
Harmony in Ultraviolet è un album in studio di Tim Hecker del 2006.

## Descrizione
Harmony in Ultraviolet è considerato l'album della maturità di Hecker. Secondo Ondarock, la musica di Harmony in Ultraviolet "approfondisce la poetica dei loop di Basinski donandole un aspetto persino sacrale".

## Accoglienza
| Recensione     | Giudizio    |
| -------------- | ----------- |
| AllMusic       |             |
| Pitchfork      |             |
| PopMatters     |             |
| Sputnikmusic   |             |
| Tiny Mix Tapes |             |
| Ondarock       | consigliato |

Harmony in Ultraviolet è stato accolto molto positivamente da critici e specialisti. Secondo Mark Richardson di Pitchfork "Harmony in Ultraviolet è un corpo sensuale di musica di un tipo molto particolare. Nonostante sia esigente, se riesci ad andare d'accordo con lui, sa come comportarsi." La rivista lo inserisce inoltre al decimo posto nella sua casistica dedicata ai migliori album ambient di sempre.

## Copertina
La copertina raffigura il Sacrario che si trova sul muro di Palazzo d'Accursio, a Bologna, eretto per commemorare i partigiani del territorio caduti durante la resistenza italiana.

## Tracce
1. Rainbow Blood – 1:53
2. Stags, Aircraft, Kings and Secretaries – 4:31
3. Palimpsest I – 0:36
4. Chimeras – 3:14
5. Dungeoneering – 5:25
6. Palimpsest II – 0:39
7. Spring Heeled Jack Flies Tonight – 3:11
8. Harmony in Blue I – 1:32
9. Harmony in Blue II – 1:53
10. Harmony in Blue III – 2:41
11. Harmony in Blue IV – 2:03
12. Radio Spiricom – 4:52
13. Whitecaps of White Noise I – 7:30
14. Whitecaps of White Noise II – 5:57
15. Blood Rainbow – 4:06